# بانک (فیلم ۱۹۱۵)
بانک (انگلیسی: The Bank) یک فیلم صامت آمریکایی به کارگردانی چارلی چاپلین است که در سال ۱۹۱۵ منتشر شد. از بازیگران آن می‌توان به چارلی چاپلین، ادنا پرواینس، لوید بیکن، لئو وایت و وسلی راگلز اشاره کرد.